# Danmark ved sommer-OL 1900
Danmark deltager i Sommer-OL 1900. 13 sportsudøvere fra Danmark deltog i 5 sportsgrene under Sommer-OL 1900 i Paris. Danmark kom på en 10. plads med en guld, tre sølv- og to bronzemedaljer.

## Medaljer
| 1900 Paris | Guld | Sølv | Bronze | Total |
| Danmark    | 1    | 3    | 2      | 6     |

Der blev ikke uddelt guld, sølv og bronzemedaljer under Sommer-OL 1900 i Paris. Vinderen fik en sølvmedalje og den som kom på en andenplads fik bronze. Det var først under Sommer-OL 1904, at der blev uddelt medaljer til de tre bedst placeret, men IOC har med tilbagevirkende kraft besluttet at medaljefordelingen også gælder for de olympiske lege  1896 i Athen og  1900 i Paris.

## Medaljevindere
| Danmark ved sommer-OL 1900 i Paris | Danmark ved sommer-OL 1900 i Paris | Danmark ved sommer-OL 1900 i Paris | Danmark ved sommer-OL 1900 i Paris  | Danmark ved sommer-OL 1900 i Paris |
| Medaljer                           | Udøver                             | Sport                              | Øvelse                              |                                    |
| ---------------------------------- | ---------------------------------- | ---------------------------------- | ----------------------------------- | ---------------------------------- |
| Guld                               | Lars Jørgen Madsen                 | Skydning                           | Riffelskydning, 300 m, Stående      |                                    |
| Sølv                               | Anders Peter Nielsen               | Skydning                           | Riffelskydning, 100 m, Knælende     |                                    |
| Sølv                               | Anders Peter Nielsen               | Skydning                           | Riffelskydning, 300 m, Liggende     |                                    |
| Sølv                               | Anders Peter Nielsen               | Skydning                           | Riffelskydning, 300 m, 3 stillinger |                                    |
| Bronze                             | Peder Lykkeberg                    | Svømning                           | Undervandssvømning                  |                                    |
| Bronze                             | Ernst Schultz                      | Atletik                            | 400 m                               |                                    |

- Tre danskere var med på det svensk-danske hold som blev olympisk mester i tovtrækning; Edgar Aabye, Eugen Schmidt og Charles Winckler. Medaljen er ikke med i denne statistikken, men under Blandede hold.

## Links
- http://www.aafla.org/5va/reports_frmst.htm Arkiveret 4. februar 2012 hos  Wayback Machine
- den internationale olympiske komites database for resultater under OL (engelsk)